# Pukekohe
Pukekohe est une ville du district de Franklin dans la région d'Auckland, située sur l'île du Nord de Nouvelle-Zélande, à approximativement 50 km d'Auckland.

## Éducation
L'aire urbaine de Pukekohe compte plusieurs écoles, dont le Wesley College, célèbre pour avoir accueilli Jonah Lomu.

## Sports
La ville accueille la Counties Manukau Rugby Union, fédération régionale de rugby à XV ; les Steelers jouent au Growers Stadium (en).
Le circuit de Pukekohe Park est un complexe de sport mécanique.